# Cylindrée
 (août 2012).
Si vous disposez d'ouvrages ou d'articles de référence ou si vous connaissez des sites web de qualité traitant du thème abordé ici, merci de compléter l'article en donnant les références utiles à sa vérifiabilité et en les liant à la section « Notes et références ».

Animation montrant un moteur avec quatre cylindres en ligne,

La cylindrée est le volume balayé par le déplacement d'une pièce mobile dans une chambre hermétiquement close pour un mouvement unitaire[Quoi ?]. Ce concept[Lequel ?] est utilisé pour les pompes et tous les moteurs utilisant un fluide.
Pour les véhicules motorisés, elle est usuellement indiquée[pas clair] en litres (c'est-à-dire en dm3) ou en cm3 (par exemple sur le certificat d'immatriculation[réf. souhaitée]).
Les constructeurs et les institutions régulatrices[pas clair] considèrent usuellement par simplification[pas clair] qu'augmenter la cylindrée d'un véhicule motorisé augmente sa puissance. Ainsi, en France, la cylindrée des cyclomoteurs doit, d'après l'article R311-1 du code de la route, être inférieure ou égale à Modèle:Unité50.
La cylindrée  d'un moteur à combustion interne est le produit du nombre de pistons de ce moteur par le volume balayé par un piston entre le point mort haut (PMH) et le point mort bas (PMB).

## Calcul d'une cylindrée pour un dispositif à pistons

### Moteur à cylindres
On suppose ici que le moteur contient N cylindres identiques et à sections circulaires. Il s'agit typiquement du moteur présent dans la plupart des véhicules motorisés courants (voiture, moto, etc.).
La pièce mobile est le piston. On considère que la course décrite par celui-ci est un cylindre (plus exactement un cylindre circulaire droit).
- Soit A le diamètre interne d'un cylindre (l'alésage) ;
- Soit C la distance entre la position minimale et maximale d'un piston (la course).

Le calcul du volume balayé par un piston, noté {\displaystyle V_{\text{piston}}}, est alors (d'après la formule du volume du cylindre) : {\displaystyle V_{\text{piston}}=\pi \times \left({\frac {A}{2}}\right)^{2}\times C={\frac {A^{2}\times C\times \pi }{4}}}
Dès lors, la cylindrée totale {\displaystyle V_{\text{cylindrée}}} s'obtient en multipliant {\displaystyle V_{\text{piston}}} par le nombre N de cylindres :
Le calcul ci-dessus ne s'applique que lorsque les cylindres sont bien à sections circulaires. Les moteurs de certains véhicules peuvent avoir d'autres formes de cylindre. La Honda 750 NR possède par exemple des cylindres à sections ovales. Dans ces cas, la formule ne s'applique pas, mais elle peut aisément être adaptée si on est capable d'évaluer l'aire de la section.

#### Exemples de cylindrées
- Renault 5 : de  ~0,8 L à  ~1,4 L (selon les modèles)
- Ducati Diavel : ~1,2 L
- Audi R8 (Type 4S) : ~5,2 L

### Pompes ou moteurs hydrauliques à pistons radiaux
Dans le cas de pompes ou moteurs hydrauliques à pistons radiaux, le calcul de la cylindrée peut prendre deux formes :
- celle donnée ci-dessus donnant la somme des cylindrées unitaires (pour un seul aller retour de chaque piston) qui constitue ce qu'on peut appeler la cylindrée apparente ;
- celle obtenue en considérant les mouvements de tous les pistons pour un tour de l'axe moteur. Par exemple une pompe disposant de sept pistons commandée par une came à huit lobes offre 7×8=56 aller-retour, ce qui lui confère une cylindrée réelle huit fois supérieure à la cylindrée apparente. Il existe des moteurs thermiques type étoile et sans bielle présentant les mêmes caractéristiques.

## Cas des moteurs à combustion interne
Pour un taux de compression identique, un moteur de « grosse » cylindrée développe un couple approximativement proportionnel à celle-ci. En contrepartie, un tel moteur ne pourra pas tourner très vite en raison de la taille et donc de la masse des pistons et autres pièces mobiles.
Les moteurs à faible nombre de cylindres sont moins puissants (à cylindrée égale), car ils tournent moins vite ; en revanche, ils disposent de reprises plus franches. Les moteurs à grand nombre de cylindres ont un comportement plus élastique, à la façon de moteurs électriques, et vibrent moins car les temps moteurs sont plus fréquents donc équilibrent mieux l'ensemble.